# 마에다 료스케 (1994년)
마에다 료스케(일본어: 前田 凌佑, 1994년 4월 27일 ~ )는 일본의 축구 선수이다.

## 구단 경력
그는 2013년부터 2022년까지 J리그의 비셀 고베, 오이타 트리니타, 에히메 FC에서 활동하였다.